# Óscar José Rafael Berger Perdomo
Óscar José Rafael Berger Perdomo (ur. 11 sierpnia 1946 w mieście Gwatemala) – prezydent Gwatemali od 14 stycznia 2004 do 14 stycznia 2008, adwokat i notariusz.
Wywodzi się z zamożnego środowiska, firma należąca do jego rodziny jest lokalnym potentatem w handlu kawą i cukrem. Absolwent Jezuickiego Uniwersytetu im. Rafaela Landívara, karierę polityczną rozpoczął w roku 1985, gdy dołączył do sztabu wyborczego zwycięskiego jak miało się okazać kandydata na stanowisko burmistrza miasta Gwatemala, Álvaro Arzú. Następnie, w latach 1991–1999 Perdomo sam pełnił funkcję burmistrza stolicy.
W wyborach prezydenckich w listopadzie 2003 roku Óscar José Rafael Berger Perdomo wygrał zdobywając 34 procent w pierwszej, oraz 54 procent głosów w drugiej turze pokonując między innymi Álvaro Colom z Narodowej Unii Nadziei oraz byłego prezydenta Efraína Ríos Montta. W wyborach prezydenckich w 2007 nie mógł ponownie ubiegać się o reelekcję. Wybory wygrał Álvaro Colom. 